# David Matthew Kennedy
Pour les articles homonymes, voir David Kennedy (homonymie) et Kennedy.
David Matthew Kennedy, né le 21 juillet 1905 à Randolph (Utah) et mort le 1er mai 1996 à Salt Lake City (Utah), est un économiste et homme politique américain. Membre du Parti républicain, il est secrétaire au Trésor entre 1969 et 1971 dans l'administration du président Richard Nixon.